# Waldstadion an der Kaiserlinde
Il Waldstadion an der Kaiserlinde, conosciuto anche come Ursapharm-Arena, è uno stadio calcistico nella città di Spiesen-Elversberg in Germania. Possiede una capienza di 10.000 posti, di cui 3410 per le tribune.
Lo stadio ospita le partite in casa della squadra di calcio dell'Elversberg.